# Wanquetin Communal Cemetery Extension
Wanquetin Communal Cemetery Extension is een Britse militaire begraafplaats met gesneuvelden uit de Eerste- en Tweede Wereldoorlog, gelegen in de Franse gemeente Wanquetin (Pas-de-Calais). De begraafplaats grenst aan de gemeentelijke begraafplaats in de Rue d'Arras op 500 m ten noordoosten van centrum (gemeentehuis). De begraafplaats werd ontworpen door Reginald Blomfield en wordt aan drie zijden omsloten door een bakstenen muur die trapsgewijs is gebouwd volgens het profiel van het terrein. Het Cross of Sacrifice staat centraal tegen de noordelijke muur. De begraafplaats wordt onderhouden door de Commonwealth War Graves Commission.
Er worden 231 doden herdacht.

## Geschiedenis
Van maart tot november 1916 werden enkele gesneuvelden begraven op de gemeentelijke begraafplaats. In oktober 1916 werd de 41th Casualty Clearing Station gestationeerd in de gemeente en werd het vanaf november noodzakelijk een uitbreiding van de begraafplaats te beginnen.  In perk II, Rij C en E liggen 32 leden van het 3rd Canadian Machine Gun Battalion die op 24 september 1918 sneuvelden bij een Duitse luchtaanval boven Warlus.
Er liggen 222 Britten, 77 Canadezen en 1 Zuid-Afrikaan uit de Eerste Wereldoorlog begraven.
Er liggen ook 9 Britten uit de Tweede Wereldoorlog begraven. Behalve één sneuvelden ze allen op 21 mei 1940.

## Graven

### Onderscheiden militairen
- Joseph Kaeble, korporaal bij de Canadian Infantry werd onderscheiden met het Victoria Cross en de Military Medal (VC, MM).
- Gavin McCall, kapitein bij de Cameronians (Scottish Rifles) werd onderscheiden met het Military Cross, de Distinguished Conduct Medal en de Military Medal (MC, DCM, MM).
- William Strain Smith, kapitein bij de Royal Scots Fusiliers werd onderscheiden met het Military Cross (MC).
- de sergeanten J. Mitten, T. Eaglesham en Henry Anderson en de soldaten Norman Blackburn en W.W. Palmer ontvingen de Military Medal (MM).

### Gefusilleerde militair
- Joseph Ferguson, soldaat bij de Royal Scots Fusiliers werd op 20 april 1917 wegens desertie gefusilleerd. Hij was 21 jaar.[1]

### Bijzonder graf
- Frederick William Zickan was een geboren Amerikaan die als soldaat onder het alias F.W. Watson dienst deed bij het Canadian Machine Gun Corps.